# Andrew Bynum
Pour les articles homonymes, voir Bynum.
Andrew Bynum, né le 27 octobre 1987 à Plainsboro, est un joueur américain de basket-ball.

## Ses annéesHigh School
Andrew Bynum commence ses études à Solebury School dans la ville de New Hope en Pennsylvanie avant d´être transféré à la St. Joseph High School de Metuchen dans le New Jersey. Lors de sa saison senior, il enregistre des moyennes de 22 points, 16 rebonds et 5 contres par match.
Il prévoit ensuite de rejoindre l'équipe universitaire des Huskies de l'université du Connecticut mais, finalement, se présente à la Draft 2005 de la NBA où il est sélectionné en 10e choix par les Lakers. Il est alors le plus jeune joueur jamais drafté (à 17 ans, huit mois et deux jours), le précédent record étant détenu par Jermaine O'Neal en 1996. Après l'avoir drafté, les Lakers ont embauché le pivot membre du Hall of Fame Kareem Abdul-Jabbar en tant qu'assistant spécialement pour travailler avec les intérieurs de l'équipe, une décision visant tout particulièrement à aider Bynum dans sa progression.

## Carrière NBA

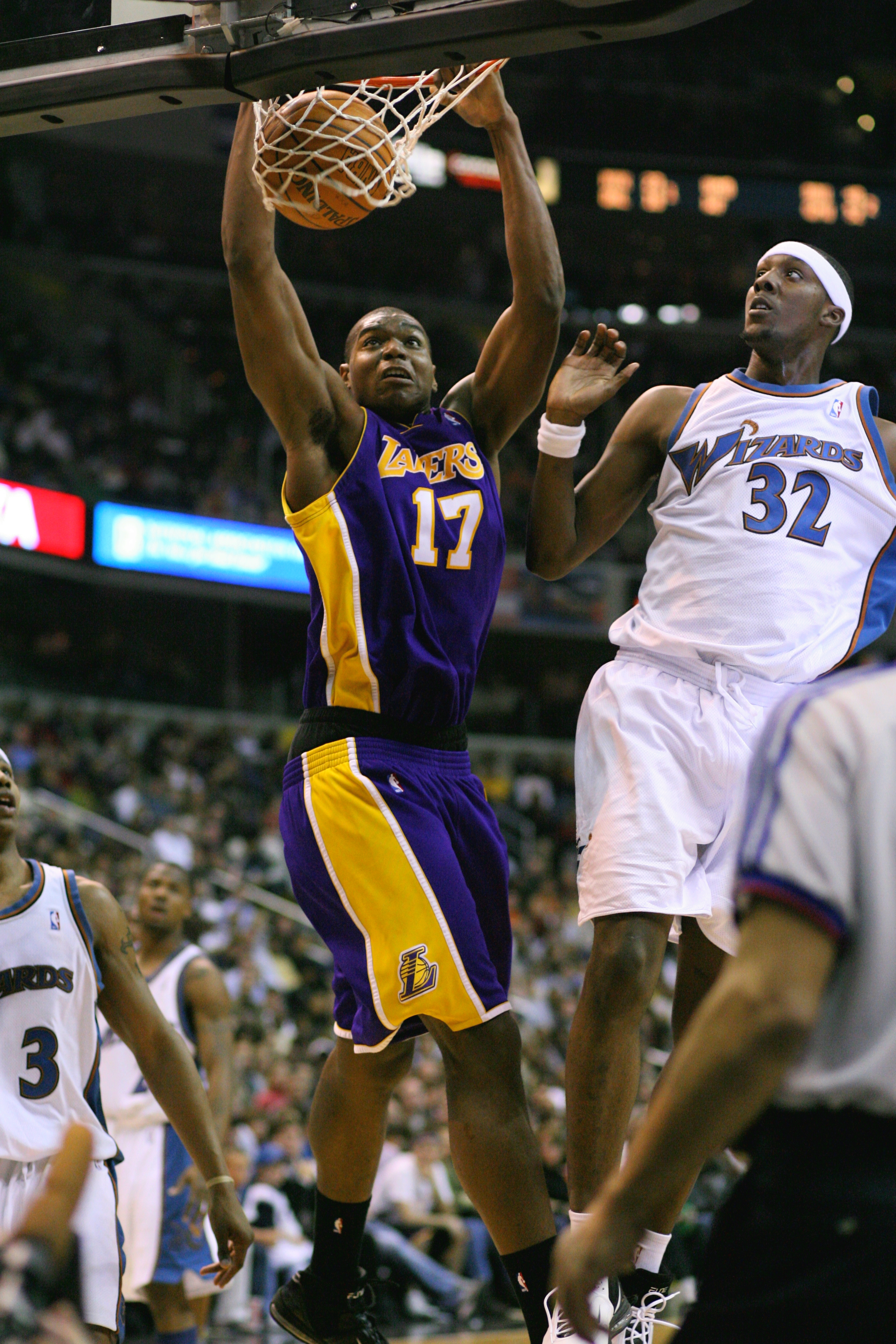
Andrew Bynum en 2007 avec les Lakers de Los Angeles

Le 2 novembre 2005, pour le match d´ouverture de la saison contre les Nuggets de Denver, Bynum joue 6 minutes et devient ainsi le plus jeune joueur ayant jamais joué en NBA à 18 ans et six jours. Durant la rencontre il rate ses 2 tirs mais termine avec 2 rebonds et 2 contres. Ce record est parti pour durer, car le nouvel accord collectif survenu entre les propriétaires NBA et l'association des joueurs de la NBA exige que les joueurs se présentant à la draft aient validé leur diplôme de lycée depuis un an minimum, et qu'ils atteignent l'âge de 19 ans au plus tard le 31 décembre de l'année de la draft.
En 2006-2007, les blessures des intérieurs Chris Mihm et Kwame Brown conduisent les Lakers à confier à Bynum le poste de pivot titulaire pour commencer la saison. Il finit la saison avec des moyennes de 7,8 points, 5,9 rebonds et 1,6 contre par match, en à peine 21 minutes de temps de jeu. De nombreux observateurs sont étonnés par la rapidité de sa progression, tant sur le plan offensif que sur le plan défensif.
Lors de la saison 2007-2008, Bynum est titulaire au poste de pivot des Lakers. Il joue 35 matchs avant de se blesser : contre les Grizzlies de Memphis en essayant de prendre un rebond, il retombe sur le pied de son coéquipier Lamar Odom et il manque la fin de saison et les play-offs. Pour pallier son absence, les Lakers font venir Pau Gasol des Grizzlies. Bynum finit la saison avec des moyennes de 13,1 points et 10,2 rebonds par rencontre et près de 64 % de réussite au tir.
Le 30 octobre 2008, il signe une extension de contrat de 58 millions de dollars sur 4 années.
En 2008-2009, il finit l'année 2008 avec des moyennes de 12 points et 8,5 rebonds par rencontre. En janvier, face aux Clippers de Los Angeles il réalise le meilleur match de sa carrière avec 42 points et 15 rebonds, et le match suivant face aux Wizards de Washington, il marque 23 points et collecte 14 rebonds en 27 minutes. Il continue sur sa bonne lancée et tourne à 26 points et 14 rebonds en 32 minutes par match sur ses 6 derniers matchs avant de se blesser au genou dans un choc avec son coéquipier Kobe Bryant lors d'une rencontre face aux Grizzlies.
Il revient le 10 avril 2009 contre les Nuggets de Denver après deux mois et demi d'absence. Il signe un bon retour avec 16 points et 7 rebonds en 21 minutes de jeu. Il participe, avec ses équipiers, à la conquête du 15e titre des Lakers lors des Finales NBA face au Magic d'Orlando.
Néanmoins, lors de l'année 2012, il revient à un très haut niveau, celui attendu depuis son arrivée en NBA, il enchaine de nombreux double-double et atteint le stade de pivot le plus dominant de la conférence Ouest, et avec Dwight Howard, l'un des deux plus dominant de la NBA. Ses statistiques sont de 18,7 points et 11,8 rebonds accompagnées de 1,9 contre le tout à 55,8 % de réussite aux tirs, ce qui fait de lui le troisième rebondeur, sixième contreur et troisième joueur le plus adroit aux tirs et lui permet de devenir titulaire pour sa première participation au NBA All-Star Game 2012, dont le poste de pivot est vacant depuis la retraite de Yao Ming.
Le 29 avril 2012, lors du premier match des playoffs contre les Nuggets de Denver, il réalise une performance monstrueuse défensivement avec 10 contres, 13 rebonds et 10 points. Il s'agit du premier triple-double lors d'un match de playoffs pour un Laker depuis Magic Johnson en 1991, ses 10 contres constituent le record pour un match de playoffs dans ce domaine, record partagé avec Mark Eaton, en 1985, et Hakeem Olajuwon en 1990.
Il est envoyé à Philadelphie le 10 août 2012. Il effectue une saison blanche et n'est pas prolongé à la fin de la saison.
Il signe à Cleveland en tant qu'agent libre le 19 juillet 2013. Le 6 janvier 2014, il est échangé aux Bulls de Chicago avec un premier tour de draft et deux seconds tours de draft contre Luol Deng. Il est coupé par les Bulls dès le lendemain. Le 1er février 2014, il rejoint les Pacers de l'Indiana. Il joue son premier match avec les Pacers le 11 mars 2014, et fournit une prestation convaincante avec 8 points et 10 rebonds en 16 minutes. En mai, il est libéré par les Pacers en n'ayant joué que deux matches.

## Statistiques

### Saison régulière
gras = ses meilleures performances

Le tableau suivant présente les statistiques individuelles d'Andrew Bynum pendant sa carrière en NBA (saison régulière).
| Année         | Équipe    | Matches | Titul. | Min./m. | %tir | %3pts | %l-f | rbds/m. | pass/m. | int/m. | ctr/m. | pts/m. |
| ------------- | --------- | ------- | ------ | ------- | ---- | ----- | ---- | ------- | ------- | ------ | ------ | ------ |
| 2005–06       | Lakers    | 46      | 0      | 7,3     | 40,2 | 0,0   | 29,6 | 1,7     | 0,2     | 0,1    | 0,5    | 1,6    |
| 2006–07       | Lakers    | 82      | 53     | 21,9    | 55,8 | 0,0   | 66,8 | 5,9     | 1,1     | 0,2    | 1,6    | 7,8    |
| 2007–08       | Lakers    | 35      | 25     | 28,8    | 63,6 | 0,0   | 69,5 | 10,2    | 1,7     | 0,3    | 2,1    | 13,1   |
| 2008–09       | Lakers    | 50      | 50     | 28,9    | 56,0 | 0,0   | 70,7 | 8,0     | 1,4     | 0,4    | 1,8    | 14,3   |
| 2009–10       | Lakers    | 65      | 65     | 30,4    | 57,0 | 0,0   | 73,9 | 8,3     | 1,0     | 0,5    | 1,4    | 15,0   |
| 2010–11       | Lakers    | 54      | 47     | 27,8    | 57,4 | 0,0   | 66,0 | 9,4     | 1,4     | 0,4    | 2,0    | 11,3   |
| 2011–12       | Lakers    | 60      | 60     | 35,2    | 55,8 | 20,0  | 69,2 | 11,8    | 1,4     | 0,4    | 1,9    | 18,7   |
| 2013-14       | Cavaliers | 24      | 19     | 20,0    | 41,9 | 0,0   | 76,2 | 5,3     | 1,1     | 0,2    | 1,2    | 8,4    |
| 2014          | Pacers    | 2       | 0      | 18,0    | 40,9 | 0,0   | 71,4 | 9,5     | 1,0     | 0,0    | 0,5    | 11,5   |
| Total         |           | 418     | 319    | 25,6    | 55,6 | 11,1  | 69,0 | 7,7     | 1,2     | 0,3    | 1,6    | 11,5   |
| All-Star Game |           | 1       | 1      | 5,0     | 0,0  | 0,0   | 0,0  | 3,0     | 1,0     | 1,0    | 1,0    | 0,0    |

Note : 
- Cette saison 2011-2012 a été réduite de 82 à 66 matchs.
- Statistique à jour au terme de la saison 2012-2013.

### Playoffs
Le tableau suivant présente les statistiques individuelles d'Andrew Bynum pendant sa carrière en NBA (Playoffs).
| Année | Équipe | Matches | Titul. | Min./m. | %tir | %3pts | %l-f | rbds/m. | pass/m. | int/m. | ctr/m. | pts/m. |
| ----- | ------ | ------- | ------ | ------- | ---- | ----- | ---- | ------- | ------- | ------ | ------ | ------ |
| 2006  | Lakers | 1       | 0      | 2,0     | 0,0  | 0,0   | 0,0  | 0,0     | 0,0     | 0,0    | 0,0    | 0,0    |
| 2007  | Lakers | 5       | 0      | 11,0    | 53,3 | 0,0   | 40,0 | 4,6     | 0,0     | 0,0    | 0,4    | 4,0    |
| 2009  | Lakers | 23      | 18     | 17,4    | 45,7 | 0,0   | 65,1 | 3,7     | 0,4     | 0,3    | 0,9    | 6,3    |
| 2010  | Lakers | 23      | 23     | 24,4    | 53,7 | 0,0   | 67,9 | 6,9     | 0,5     | 0,3    | 1,6    | 8,6    |
| 2011  | Lakers | 10      | 10     | 32,0    | 54,3 | 0,0   | 83,3 | 9,6     | 0,8     | 0,5    | 1,4    | 14,4   |
| 2012  | Lakers | 12      | 12     | 37,6    | 47,7 | 0,0   | 78,3 | 11,1    | 1,5     | 0,4    | 3,1    | 16,7   |
| Total |        | 74      | 63     | 24,2    | 50,2 | 0,0   | 72,0 | 6,7     | 0,6     | 0,3    | 1,5    | 9,5    |

## Records
Les records personnels d'Andrew Bynum, officiellement recensés par la NBA sont les suivants :
| Type statistique            | Saison régulière | Saison régulière           | Saison régulière | Playoffs | Playoffs                | Playoffs      |
| Type statistique            | Record           | Adversaire                 | Date             | Record   | Adversaire              | Date          |
| --------------------------- | ---------------- | -------------------------- | ---------------- | -------- | ----------------------- | ------------- |
| Points en un match          | 42               | @ Clippers de Los Angeles  | 21 janvier 2009  | 27       | Nuggets de Denver       | 1er mai 2012  |
| Paniers marqués en un match | 17               | @ Clippers de Los Angeles  | 21 janvier 2009  | 12       | Nuggets de Denver       | 1er mai 2012  |
| Paniers tentés en un match  | 27               | @ Suns de Phoenix          | 7 avril 2012     | 20       | Nuggets de Denver       | 1er mai 2012  |
| Paniers à 3 points réussis  | 1                | Grizzlies de Memphis       | 25 mars 2012     |          |                         |               |
| Paniers à 3 points tentés   | 1                | 9 fois                     |                  |          |                         |               |
| Lancers francs réussis      | 10               | @ Clippers de Los Angeles  | 4 avril 2012     | 11       | Thunder d'Oklahoma City | 18 mai 2012   |
| Lancers francs tentés       | 12               | 2 fois                     |                  | 12       | 2 fois                  |               |
| Rebonds offensifs           | 9                | 2 fois                     |                  | 9        | Nuggets de Denver       | 12 mai 2012   |
| Rebonds défensifs           | 22               | @ Spurs de San Antonio     | 11 avril 2012    | 11       | Nuggets de Denver       | 29 avril 2012 |
| Rebonds totaux              | 30               | @ Spurs de San Antonio     | 11 avril 2012    | 18       | Nuggets de Denver       | 12 mai 2012   |
| Passes décisives            | 6                | Spurs de San Antonio       | 3 février 2011   | 4        | Thunder d'Oklahoma City | 19 mai 2012   |
| Interceptions               | 3                | 5 fois                     |                  | 2        | Thunder d'Oklahoma City | 19 mai 2012   |
| Contres                     | 7                | 2 fois                     |                  | 10*      | Nuggets de Denver       | 29 avril 2012 |
| Balles perdues              | 8                | @ Warriors de Golden State | 15 mars 2010     | 4        | 2 fois                  |               |
| Minutes jouées              | 49               | 2 fois                     |                  | 43       | 2 fois                  |               |

Note:* Le 29 avril 2012 lors du 1er match des Playoffs à domicile contre les Nuggets de Denver, Andrew Bynum réalise 10 contres, record dans l'histoire des Playoffs qu'il partage avec Hakeem Olajuwon et Mark Eaton.
- Double-double : 138 (dont 17 en playoffs) (au 18/05/2014)
- Triple-double : 1 (dont 1 en playoffs)

## Clubs NBA
- 2005-2012 :  Lakers de Los Angeles.
- 2012-2013 :  76ers de Philadelphie.
- 2013-Jan.2014 :  Cavaliers de Cleveland.
- Fév.-Mai 2014 :  Pacers de l'Indiana.

## Palmarès

### Palmarès en franchise
- Champion NBA en 2009 et 2010 avec les Lakers de Los Angeles.
- Finales NBA en 2008 contre les Celtics de Boston avec les Lakers de Los Angeles.
- Champion de la Conférence Ouest en 2008, 2009 et 2010 avec les Lakers de Los Angeles.
- Champion de la Division Pacifique en 2008, 2009, 2010, 2011 et 2012 avec les Lakers de Los Angeles.

### Distinctions personnelles
- All-NBA Second Team en 2012.
- Sélectionné au NBA All-Star Game 2012 en tant que titulaire.
- Record de contres sur un match de playoffs (10) contre les Nuggets de Denver le 29 avril 2012.

## Salaires
| Année       | Équipe    | Salaire      |
| ----------- | --------- | ------------ |
| 2005-2006   | Lakers    | 1 888 680 $  |
| 2006-2007   | Lakers    | 2 030 280 $  |
| 2007-2008   | Lakers    | 2 172 000 $  |
| 2008-2009   | Lakers    | 2 769 300 $  |
| 2009-2010   | Lakers    | 12 526 998 $ |
| 2010-2011   | Lakers    | 13 700 000 $ |
| 2011-2012*  | Lakers    | 14 900 000 $ |
| 2012-2013   | Sixers    | 16 889 000 $ |
| 2013-2014   | Cavaliers | 12 250 000 $ |
| Total Gains |           | 79 126 258 $ |

Note : * En 2011, le salaire moyen d'un joueur évoluant en NBA est de 5 150 000 $.

## Pour approfondir
- Liste des joueurs de NBA avec 10 contres et plus sur un match.